# Gregory Hjorth
Gregory „Greg“ Hjorth (* 14. Juni 1963 in Melbourne; † 13. Januar 2011 ebenda) war ein australischer Logiker, der sich mit Algebra, axiomatischer Mengenlehre und insbesondere mit deskriptiver Mengenlehre beschäftigte.

## Wissenschaftliches Wirken und Leben
Hjorth, der Sohn eines Neurologen aus Melbourne, studierte in Melbourne Mathematik und Philosophie und promovierte 1993 an der University of California, Berkeley bei W. Hugh Woodin (The influence of {\displaystyle u_{2}}). Für seine Dissertation über deskriptive Mengenlehre erhielt er den Sacks Prize für „ihre überraschenden Konsequenzen für die Beziehung von projektiven Mengen und großen Kardinalzahlen“ (Laudatio).  Er war Professor am California Institute of Technology (Caltech), der University of California, Los Angeles (UCLA) und zuletzt Professor an der University of Melbourne.
1997 erhielt er ein Forschungsstipendium der Alfred P. Sloan Foundation (Sloan Research Fellowship). 2003 erhielt er den Karp-Preis mit Alexander S. Kechris für ihre Arbeit über Borel-Äquivalenzrelationen, speziell abzählbare Borel-Äquivalenzrelationen und Anwendungen in der Theorie der Turbulenz. 2010 hielt er die  Tarski Lectures.
1998 war er Invited Speaker auf dem Internationalen Mathematikerkongress in Berlin (When is an equivalence relation classifiable?).
Seine Arbeiten in deskriptiver Mengenlehre hatten zudem Bezug zur Ergodentheorie, zur Gruppentheorie und zur Theorie automatischer Strukturen.
Er war Atheist und Veganer.
Am 13. Januar 2011 starb Hjorth an einem Herzinfarkt.

## Schach
Hjorth war ein versierter Schachspieler, der bis 2000 bis für den australischen Schachverband spielberechtigt war, seitdem für die United States Chess Federation. 1983 wurde er Commonwealth Champion, 1984 wurde er zum Internationalen Meister ernannt. Hjorth nahm mit der australischen Nationalmannschaft an den Schacholympiaden 1984 und 1986 teil (außerdem war er bereits für die Schacholympiade 1982 als zweiter Reservespieler nominiert worden, blieb jedoch ohne Einsatz). Hjorths letzte Elo-Zahl betrug 2378, seine höchste Elo-Zahl von 2440 erreichte er im Juli 1984.

## Schriften
- mit Alexander S. Kechris: Rigidity theorems for actions of product groups and countable Borel equivalence relations (= Memoirs of the American Mathematical Society. 833). American Mathematical Society, Providence RI 2005, ISBN 0-8218-3771-0.
- Greg Hjorth: Borel equivalence relations. In: Matthew Foreman, Akihiro Kanamori (Hrsg.): Handbook of Set Theory. Springer, 2010, ISBN 978-1-4020-4843-2, doi:10.1007/978-1-4020-5764-9 (online [abgerufen am 30. Oktober 2012]).